# Algéria a 2010. évi téli olimpiai játékokon

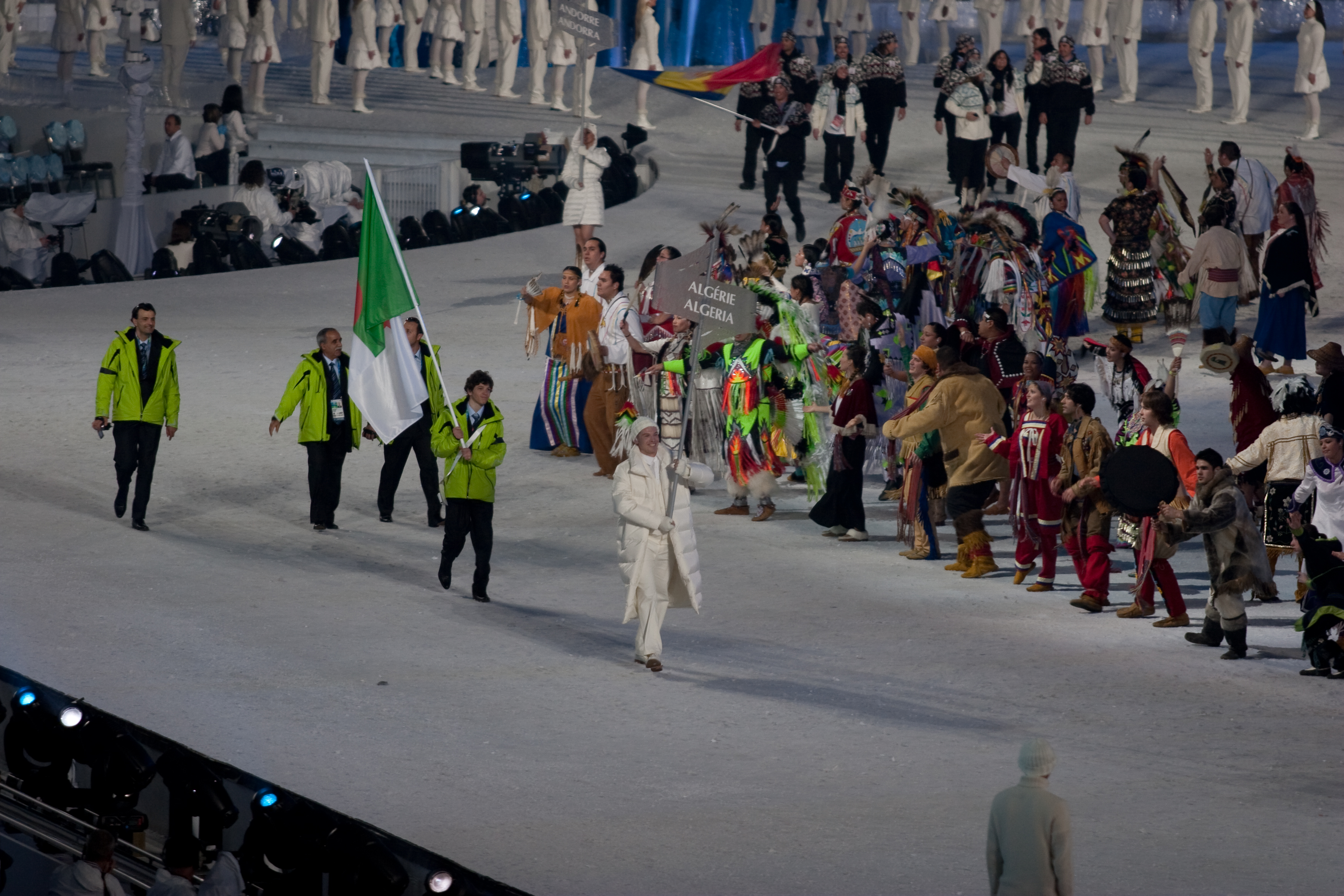
Algéria olimpiai küldöttsége a megnyitón

Algéria a kanadai Vancouverben megrendezett 2010. évi téli olimpiai játékok egyik részt vevő nemzete volt. Az országot az olimpián 1 sportágban 1 sportoló képviselte, aki érmet nem szerzett.

## Sífutás
Férfi
| Versenyző           | Versenyszám | Eredmény | Helyezés |
| ------------------- | ----------- | -------- | -------- |
| Mehdi-Szelím Helífi | 15 km       | 41:38,5  | 84.      |